# Beethovenstraße 59 (Mönchengladbach)

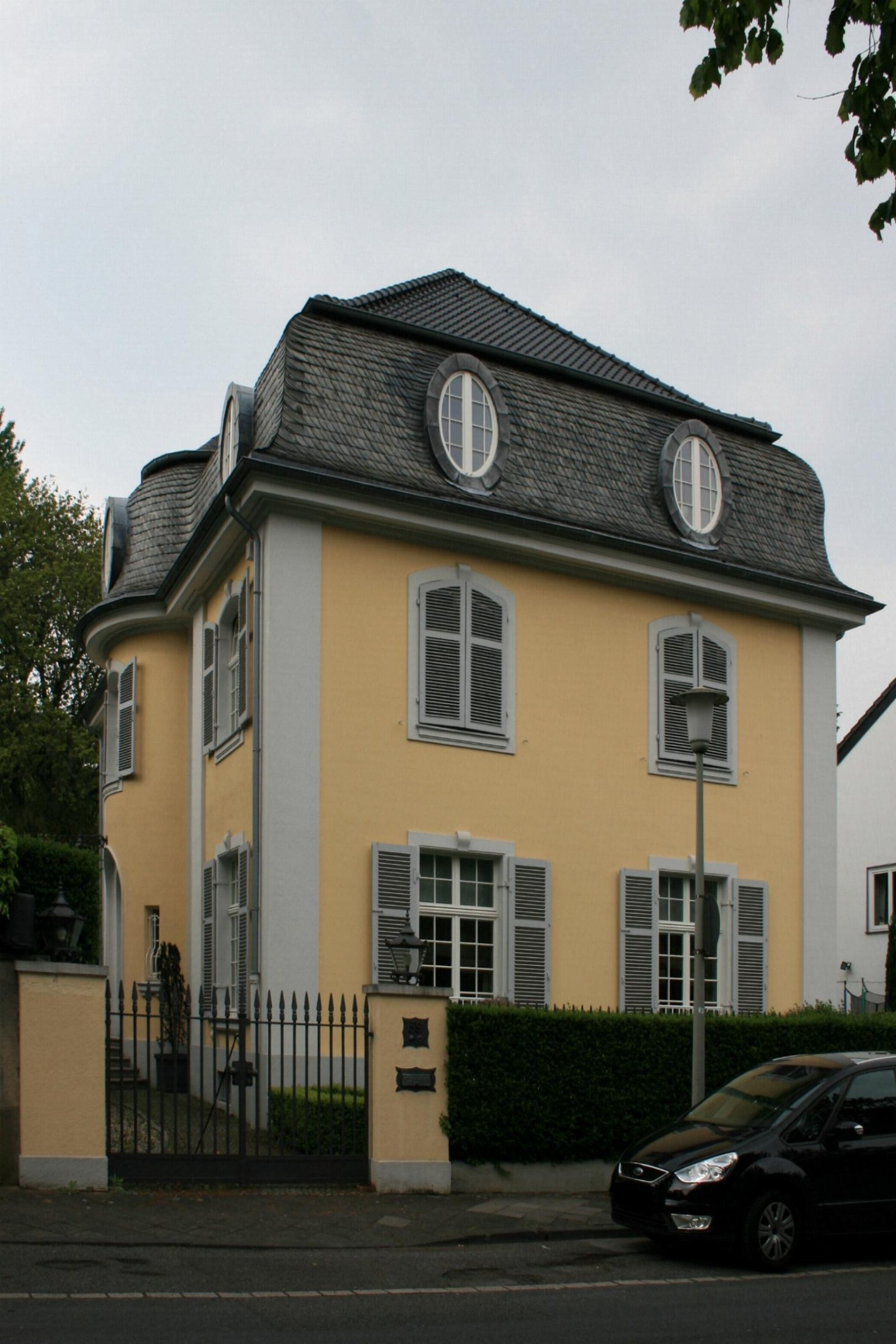
Wohnhaus (2010)

Das Wohnhaus Beethovenstraße 59 befindet sich im Stadtteil Am Wasserturm in Mönchengladbach (Nordrhein-Westfalen).
Das Haus wurde in den 1920er Jahren erbaut. Es ist unter Nr. B 125 am 7. August 1990 in die Denkmalliste der Stadt Mönchengladbach eingetragen worden.

## Lage
Das Haus steht städtebaulich in der Villenbebauung des Gebietes Mozartstraße/Beethovenstraße in der Randlage zum öffentlichen Park am Bunten Garten.

## Architektur
Das zweigeschossige Doppelwohnhaus mit verschiefertem Walmdach ist ein freistehendes Gebäude in der umgebenden Parklandschaft und allseitig im Landhausstil der 1920er Jahre gestaltet. Das Gebäude hat einen sehr tiefen Vorgarten mit durchgehend gestaltetem Gartenzaun in Quadermauerwerkimitation mit senkrechtem Stabgitterzaun.
Straßenseitig ist das Gebäude flankiert durch zwei kräftige dreiviertelrunde Ecktürme mit geschwungenem verschiefertem Kegeldach; die Turmspitzen fehlen gegenwärtig. Das Walmdach hat eine Reihung von zwei Dachgauben zur Beethovenstraße hin.